# Urich
Urich és una població dels Estats Units a l'estat de Missouri. Segons el cens del 2000 tenia 499 habitants.

## Demografia
Segons el cens del 2000, Urich tenia 499 habitants, 219 habitatges, i 139 famílies. La densitat de població era de 469,9 habitants per km².
Dels 219 habitatges en un 27,9% hi vivien nens de menys de 18 anys, en un 49,3% hi vivien parelles casades, en un 10% dones solteres, i en un 36,5% no eren unitats familiars. En el 35,2% dels habitatges hi vivien persones soles el 16,9% de les quals corresponia a persones de 65 anys o més que vivien soles. El nombre mitjà de persones vivint en cada habitatge era de 2,28 i el nombre mitjà de persones que vivien en cada família era de 2,91.
Per edats la població es repartia de la següent manera: un 24,6% tenia menys de 18 anys, un 8,8% entre 18 i 24, un 26,5% entre 25 i 44, un 19,2% de 45 a 60 i un 20,8% 65 anys o més.
L'edat mediana era de 39 anys. Per cada 100 dones de 18 o més anys hi havia 79 homes.
La renda mediana per habitatge era de 30.197 $ i la renda mediana per família de 37.727 $. Els homes tenien una renda mediana de 26.607 $ mentre que les dones 18.125 $. La renda per capita de la població era de 14.250 $. Entorn del 14,3% de les famílies i el 15,2% de la població estaven per davall del llindar de pobresa.

## Poblacions més properes
El següent diagrama mostra les poblacions més properes.